# Liste du patrimoine mondial en Tchéquie
Cet article recense les sites inscrits au patrimoine mondial en Tchéquie.

## Statistiques
La Tchécoslovaquie ratifie la Convention pour la protection du patrimoine mondial, culturel et naturel avant l'indépendance de la Tchéquie ; les premiers sites protégés tchécoslovaques, inscrits en 1992, sont situés sur le territoire de l'actuelle Tchéquie.
La Tchécoslovaquie est dissoute le 1er janvier 1993, conduisant à l'indépendance de la Slovaquie et de la Tchéquie. Celle-ci notifie sa succession à la convention le 26 mars 1993.
En 2023, la Tchéquie compte 17 sites inscrits au patrimoine mondial, 16 culturels et 1 naturel.
À la même date, le pays a également soumis 14 sites à la liste indicative, tous culturels.

## Listes

### Patrimoine mondial
Les sites suivants sont inscrits au patrimoine mondial :
| Id.  | Site | Région                       | Année | Superficie (ha) | Critères et notes | Coordonnées | Illus. |
| ---- | --- | ---------------------------- | ----- | --------------- | --- | --- | ------ |
| 617  | Centre historique de Český Krumlov                                                                             | Bohême-du-Sud                | 1992  | 51,91           | Culturel, (iv) | 48° 48′ 40″ nord, 14° 18′ 54″ est |        |
| 616  | Centre historique de Prague (cs)                                                                               | Prague                       | 1992  | 1 106,36        | Culturel, (ii), (iv), (vi) Site étendu en 2010 au parc du château de Průhonice (cs) | 50° 05′ 17″ nord, 14° 25′ 12″ est 49° 59′ 58″ nord, 14° 33′ 25″ est |        |
| 621  | Centre historique de Telč                                                                                      | Vysočina                     | 1992  | 36              | Culturel, (i), (iv) | 49° 11′ 02″ nord, 15° 27′ 14″ est |        |
| 901  | Château de Litomyšl                                                                                            | Pardubice                    | 1999  |                 | Culturel, (ii), (iv) | 49° 52′ 24″ nord, 16° 18′ 47″ est |        |
| 859  | Colonne de la Sainte Trinité à Olomouc                                                                         | Olomouc                      | 2000  | 0,05            | Culturel, (i), (iv) | 49° 35′ 38″ nord, 17° 15′ 01″ est |        |
| 690  | Église Saint-Jean-Népomucène, lieu de pèlerinage à Zelená Hora                                                 | Vysočina                     | 1994  | 0,64            | Culturel, (iv) | 49° 34′ 48″ nord, 15° 56′ 31″ est |        |
| 1133 | Forêts primaires de hêtres des Carpates et d'autres régions d'Europe                                           | Liberec                      | 2021  | 1 133           | Culturel, (ix) Site transfrontalier avec l'Albanie, l'Allemagne, l'Autriche, la Belgique, la Bosnie-Herzégovine, la Bulgarie, la Croatie, l'Espagne, la France, l'Italie, la Macédoine du Nord, la Pologne, la Roumanie, la Slovaquie, la Slovénie, la Suisse et l'Ukraine. 1 site en Tchéquie : Forêt de hêtres de Skohorie (cs). | 50° 51′ 33″ nord, 15° 07′ 59″ est |        |
| 1589 | Paysage d'élevage et de dressage de chevaux d'attelage cérémoniels à Kladruby nad Labem                        | Pardubice                    | 2019  | 1 310           | Culturel, (iv), (v) | 50° 03′ 29″ nord, 15° 29′ 06″ est |        |
| 860  | Jardins et château de Kroměříž                                                                                 | Zlín                         | 1998  | 74,5            | Culturel, (ii), (iv) Comprend, outre le château et les jardins, le jardin des fleurs (cs) | 49° 18′ 01″ nord, 17° 23′ 36″ est 49° 17′ 50″ nord, 17° 22′ 51″ est |        |
| 732  | Kutná Hora : le centre historique de la ville avec l'église Sainte-Barbe et la cathédrale Notre-Dame de Sedlec | Bohême-Centrale              | 1995  | 62,44           | Culturel, (ii), (iv) | 49° 56′ 41″ nord, 15° 15′ 49″ est 49° 57′ 59″ nord, 15° 17′ 40″ est |        |
| 1078 | Le quartier juif et la basilique Saint-Procope de Třebíč                                                       | Vysočina                     | 2003  | 5,73            | Culturel, (ii), (iii) Comprend trois éléments distincts : le quartier juif, le cimetière juif (cs) et la basilique Saint-Procope. | 49° 13′ 02″ nord, 15° 52′ 44″ est 49° 13′ 02″ nord, 15° 52′ 23″ est |        |
| 1613 | Les grandes villes d'eaux d'Europe                                                                             | Karlovy Vary                 | 2021  | 2 325           | Culturel, (ii), (iii) Site transfontalier avec l'Allemagne, l'Autriche, la Belgique, la France, l'Italie et le Royaume-Uni. Comprend 3 sites en Tchéquie : Františkovy Lázně, Karlovy Vary et Marianske Lazne. | 50° 07′ 02″ nord, 12° 21′ 02″ est 50° 13′ 23″ nord, 12° 53′ 00,98″ est 49° 58′ 38″ nord, 12° 41′ 23,98″ est                                                               |        |
| 763  | Paysage culturel de Lednice-Valtice                                                                            | Moravie-du-Sud               | 1996  | 14 320          | Culturel, (i), (ii), (iv) | 48° 46′ 34″ nord, 16° 46′ 30″ est |        |
| 1478 | Région minière Erzgebirge/Krušnohoří                                                                           | Karlovy Vary, Ústí nad Labem | 2019  | 6 766,057       | Culturel, (ii), (iii), (iv) Site transfontalier avec l' Allemagne. Comprend 5 sites en Tchéquie : paysage minier de Jáchymov (cs), paysage minier d'Abertamy - Boží Dar - Horní Blatná (cs), tour rouge de la mort (cs), paysage minier de Krupka (cs) et paysage minier de la colline de Mědník (cs).                             | 50° 22′ 05″ nord, 12° 55′ 05″ est 50° 24′ 43″ nord, 12° 50′ 10″ est 50° 19′ 44″ nord, 12° 57′ 12″ est 50° 41′ 49″ nord, 13° 51′ 22″ est 50° 25′ 26″ nord, 13° 06′ 43″ est |        |
| 861  | Village historique d'Holašovice                                                                                | Bohême-du-Sud                | 1998  | 11,4            | Culturel, (ii), (iv) | 48° 58′ 10″ nord, 14° 16′ 22″ est |        |
| 1052 | Villa Tugendhat à Brno                                                                                         | Moravie-du-Sud               | 2001  | 0,73            | Culturel, (ii), (iv) | 49° 12′ 26″ nord, 16° 36′ 58″ est |        |
| 1558 | Žatec et le paysage du houblon Saaz (en)                                                                       | Ústí nad Labem               | 2023  | 593,97          | Culturel, (iii), (iv), (v) | 50° 19′ 13″ nord, 13° 37′ 12″ est |        |

### Liste indicative

#### Propositions actuelles
Les biens suivants sont inscrits sur la liste indicative du pays au début 2024. Les noms fournis par la Tchéquie sont en anglais : les traductions en français sont données ici à titre indicatif.
| Id.       | Bien | Région(s)       | Année     | Critères et notes | Coordonnées | Illus. |
| --------- | --- | --------------- | --------- | --- | --- | ------ |
| 1564      | Le château de Karlštejn                                                                                  | Bohême-Centrale | 2001      | Culturel, (i), (ii), (iv) | 49° 56′ 23″ nord, 14° 11′ 16″ est                                                                                    |        |
| 1560      | Les complexes industriels d'Ostrava                                                                      | Moravie-Silésie | 2001      | Culturel, (i), (iv), (v) Mines d'Anselm (cs), Hlubina (cs), Michal (cs), Fosse d'aération de Vrbice (cs) | 49° 52′ 07″ N, 18° 15′ 53″ E 49° 49′ 12″ N, 18° 16′ 50″ E 49° 50′ 33″ N, 18° 20′ 43″ E 49° 52′ 26″ N, 18° 18′ 24″ E> |        |
| 1565      | Extension du site « Centre historique de Prague (cs) » avec les monuments importants à proximité         | Prague          | 2001      | Culturel, (i), (ii), (iv) Villa Müller, monastère de Břevnov, pavillon de l'étoile | 50° 05′ 33″ N, 14° 22′ 42″ E 50° 05′ 05″ N, 14° 21′ 25″ E 50° 05′ 00″ N, 14° 19′ 35″ E                               |        |
| 1561      | La forteresse de Terezín                                                                                 | Ústí nad Labem  | 2001      | Culturel, (i), (ii), (iv) | 50° 30′ 39″ nord, 14° 09′ 04″ est                                                                                    |        |
| 5152      | Hôtel et émetteur de télévision de Ještěd (cs)                                                           | Liberec         | 2007      | Culturel, (i), (ii), (iv) | 50° 43′ 58″ nord, 14° 59′ 04″ est                                                                                    |        |
| 1507      | Maisons Renaissance de Slavonice                                                                         | Bohême-du-Sud   | 2001      | Culturel, (i), (ii), (iv) | 48° 59′ 49″ nord, 15° 21′ 07″ est                                                                                    |        |
| 1508 6757 | Moulins à papier européens                                                                               | Olomouc         | 2001 2024 | Culturel, (ii), (iii), (iv) Proposition transfontalière sérielle conjointe avec l'Allemagne, l'Espagne, l'Italie et la Pologne. Un site en Tchéquie : le moulin à papier de Velké Losiny (cs). Le moulin est inscrit sur la liste indicative de la Tchéquie depuis 2001 ; cette inscription est révisée en 2024 pour l'inclure dans une proposition transfrontalière plus large. | 50° 01′ 47″ nord, 17° 02′ 18″ est                                                                                    |        |
| 1511      | Paradis de Bohême                                                                                        | Liberec         | 2001      | Naturel | 50° 31′ 11″ nord, 15° 10′ 14″ est                                                                                    |        |
| 1509      | Réseau de viviers du bassin de Třeboň (cs)                                                               | Bohême-du-Sud   | 2001      | Culturel, (i), (ii), (iii), (iv), (v) Comprend, entre autres, les étangs de Rožmberk (cs) et de Svět (cs), le canal d'or (cs), les ancienne et nouvelle rivières (cs) | 49° 02′ 49″ nord, 14° 46′ 08″ est                                                                                    |        |
| 1563      | Les sculptures rupestres de Betlém (cs) près de Kuks                                                     | Hradec Králové  | 2001      | Culturel, (i), (ii), (iv) | 50° 23′ 52″ nord, 15° 50′ 58″ est                                                                                    |        |
| 1559      | Sites de Grande-Moravie : village fortifié slave de Mikulčice (cs) - Église Sainte-Marguerite de Kopčani | Moravie-du-Sud  | 2001      | Culturel, (iii), (v) Site transfontalier avec la Slovaquie. Le village fortifié slave de Mikulčice est situé en Tchéquie, l'église Sainte-Marguerite de Kopčani en Slovaquie. | 48° 48′ 14″ N, 17° 05′ 13″ E                                                                                         |        |
| 1562      | Le spa de Luhačovice                                                                                     | Zlín            | 2001      | Culturel, (i), (ii), (iii), (iv) | 49° 06′ 36″ nord, 17° 45′ 47″ est                                                                                    |        |
| 6485      | Station d'épuration de Bubeneč                                                                           | Prague          | 2020      | Culturel, (ii), (iv) | 50° 06′ 36″ nord, 14° 24′ 08″ est                                                                                    |        |

#### Anciens sites
Les sites suivants ont été inscrits par le passé sur la liste indicative du pays, mais n'ont pas été retenus.
| Site                                                                     | Notes | Coordonnées                       | Illus. |
| ------------------------------------------------------------------------ | --- | --------------------------------- | ------ |
| Centre historique d'Olomouc                                              | Proposé en 1993, le site est partiellement rejeté en 2000 : seule la colonne de la Sainte Trinité est inscrite. | 49° 35′ 46″ nord, 17° 15′ 36″ est |        |
| Abbatiale de l'Ascension-de-la-Vierge de Kladruby (cs)                   | Proposé en 1993, le site est rejeté en 1994                                                                     | 49° 42′ 45″ nord, 12° 59′ 44″ est |        |
| L'architecture humaniste éternelle de Jože Plečnik à Ljubljana et Prague | Site transfontalier avec la Slovénie, proposé en 2015. 1 site en Tchéquie : l'église du Sacré-Cœur-de-Jésus .   | 50° 04′ 41″ nord, 14° 27′ 03″ est |        |